# Bad Neuenahr-Ahrweiler
Bad Neuenahr-Ahrweiler – uzdrowiskowe miasto powiatowe w Niemczech, w kraju związkowym Nadrenia-Palatynat, siedziba powiatu Ahrweiler, nad rzeką Ahr. Liczy 27 464 mieszkańców (31 grudnia 2009).